# Agrilus pseudosallei
Agrilus pseudosallei es una especie de insecto del género Agrilus, familia Buprestidae, orden Coleoptera.
Fue descrita científicamente por Hespenheide *in* Westcott, *et al*., 2008.